# Lilla Dumletjärnen
Lilla Dumletjärnen är en sjö i Tanums kommun i Bohuslän och ingår i Enningdalsälvens huvudavrinningsområde. Sjön är 5,7 meter djup, har en yta på 0,01 kvadratkilometer och är belägen 160 meter över havet.